# Scott DesJarlais
Scott Eugene DesJarlais, né le 21 février 1964 à Des Moines, est un médecin et homme politique américain. Membre du Parti républicain, il est élu à la Chambre des représentants des États-Unis depuis 2011.

## Biographie
En 2010, il est élu représentant dans le 4e district du Tennessee et réélu en 2012, de nouveau en novembre 2014, novembre 2016, novembre 2018, novembre 2020, novembre 2022 et novembre 2024.